# Museo Nacional de Mongolia
Museo Nacional de Mongolia (en mongol: Монголын үндэсний түүхийн музей; anteriormente el Museo Nacional de Historia de Mongolia) es uno de los museos nacionales de Mongolia ubicados en la capital, Ulán Bator. El Museo Nacional de Mongolia es una organización cultural, científica y educativa, que se encarga de la búsqueda, el cuidado y la interpretación de los objetos.

## Historia
El primer museo de Mongolia, que se llamaba Museo Nacional de Mongolia (ahora denominado Museo de Historia Natural de Mongolia), fue establecido en 1924 y se convirtió en la base para otros museos, como el Museo Nacional de Historia de Mongolia. Estudiosos rusos, como P. K. Kozlov, V. I. Lisovskii, A. D. Simukov, y el investigador norteamericano C. Andrews contribuyeron a la recopilación y exposiciones del primer museo en Mongolia.
El actual Museo Nacional de Historia de Mongolia se creó después de la fusión de los departamentos histórico, arqueológico y etnográfico del Museo Estatal Central y del Museo de la Revolución en 1991. En la actualidad se halla en las instalaciones que fueron construidas para el Museo de la Revolución, que fue fundado en 1971. El Museo Nacional de Mongolia es reconocido actualmente como uno de los museos más importantes de Mongolia. Por tanto, en el museo recae una gran responsabilidad para preservar el patrimonio cultural de Mongolia. También es responsable del desarrollo de pautas museológicas para los museos de la nación.

## Colección
La colección museística cubre la prehistoria, la historia del imperio pre-mongol, el Imperio Mongol, la Mongolia del periodo comprendido entre el siglo XVII y XIX, la etnografía y la vida tradicional y la historia del siglo XX. La colección etnográfica tiene exhibiciones importantes de la vestimenta tradicional de los diversos grupos étnicos de Mongolia y de botellas de rapé. La mayoría de las exposiciones tienen etiquetas tanto en mongol como en inglés. El museo publica uno o varios números de su revista al año, con artículos en mongol y en otros idiomas extranjeros tales como el ruso y el inglés.

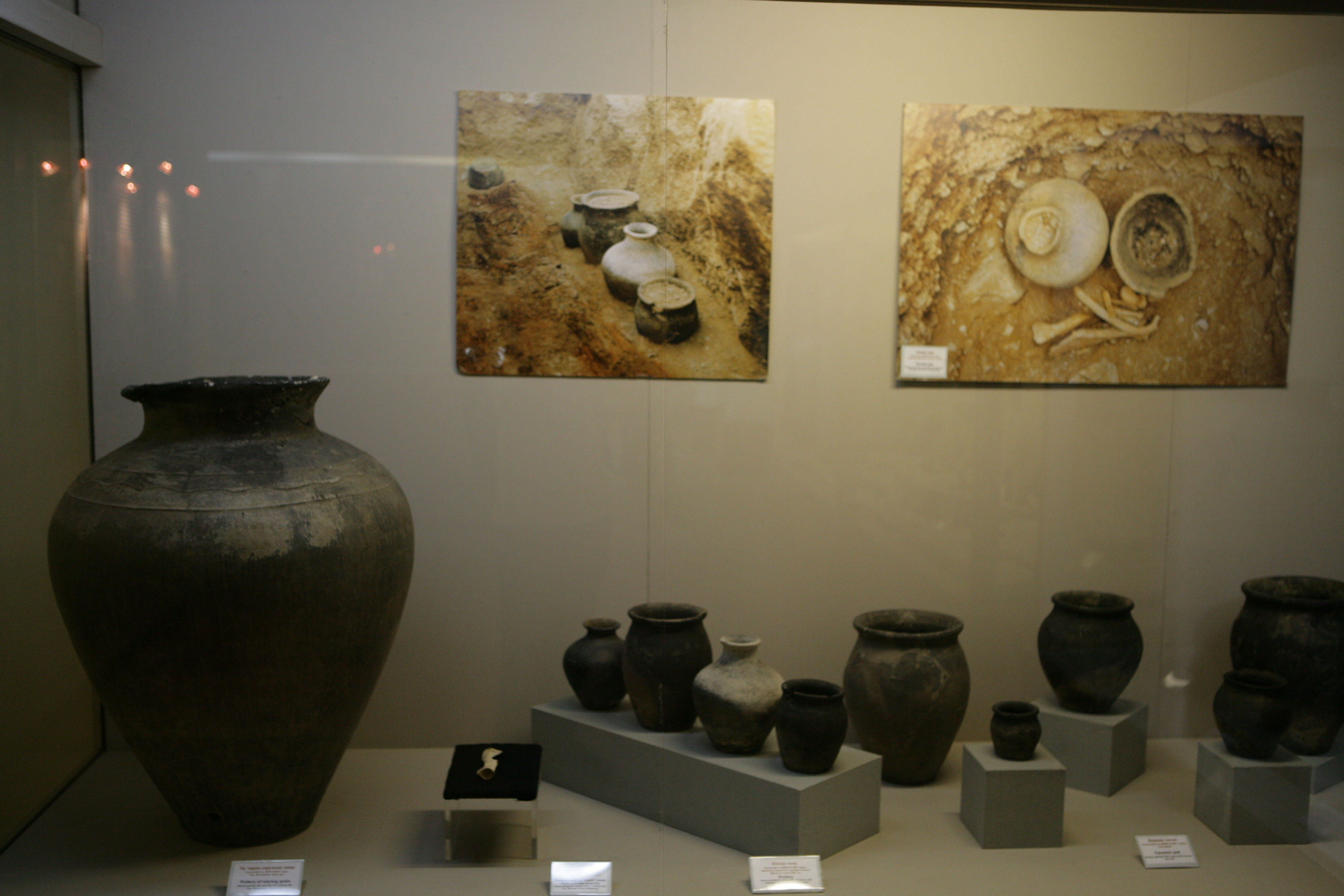
Cerámica antigua de Mongolia.
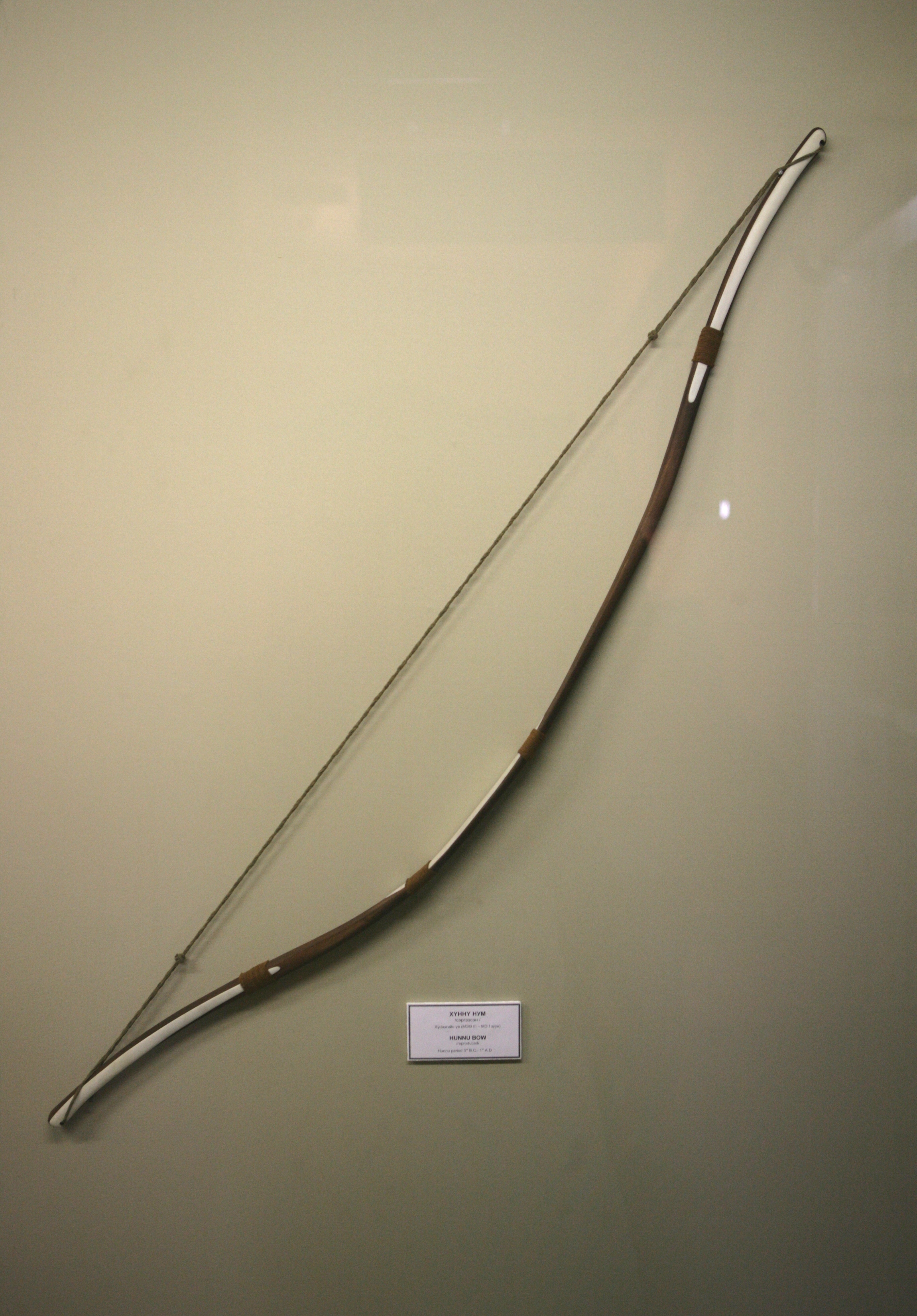
Arco Xiongnu
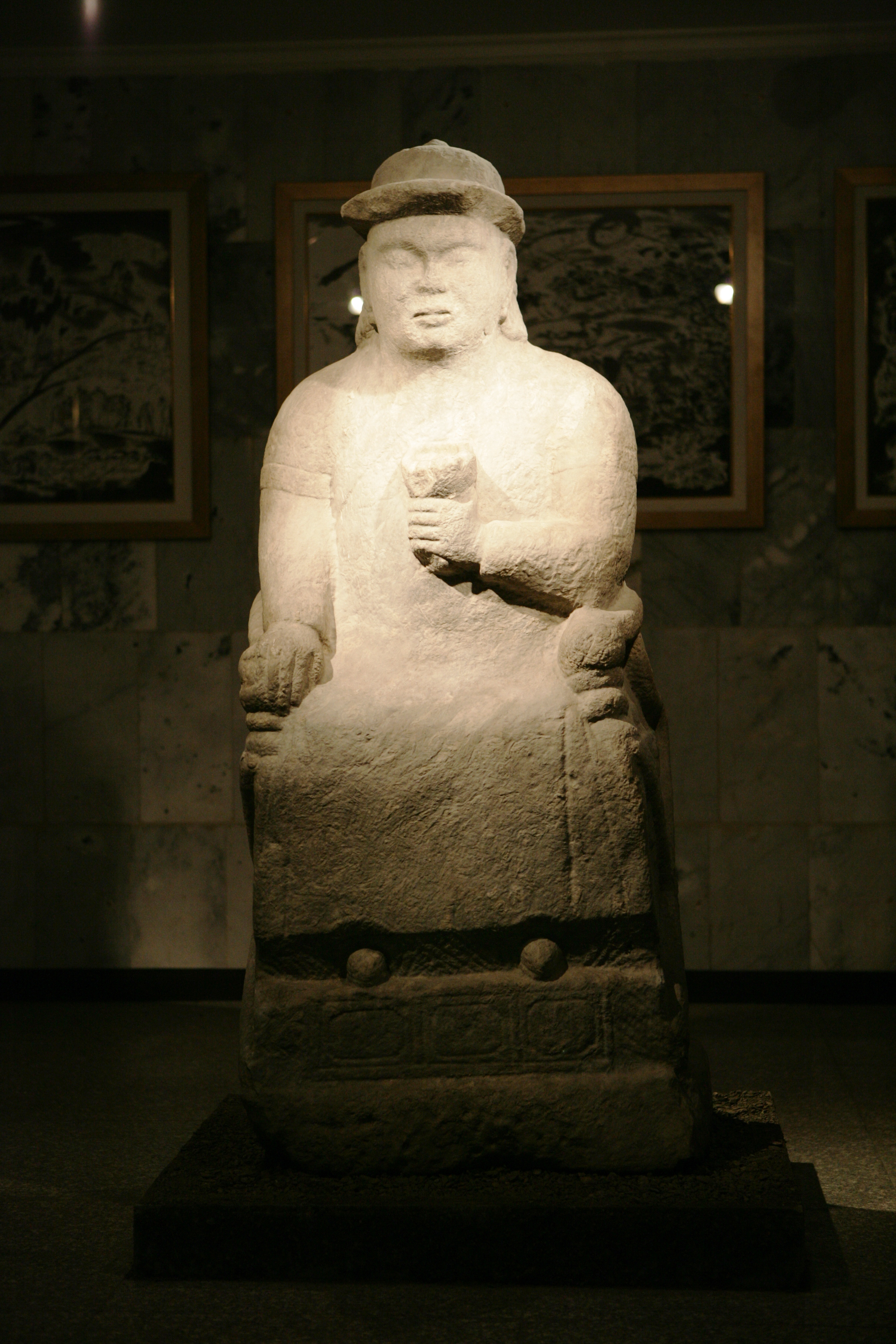
Escultura de Mongol.